# الحمامیات، حماة
الحمامیات (به عربی: الحمامیات) یک روستا در سوریه است که در ناحیه کفرزیتا واقع شده‌است. الحمامیات ۱٬۳۰۵ نفر جمعیت دارد.